# Ettaler Klosterliqueur
Ettaler Klosterliqueur je německý bylinný likér, charakteristické kořeněné chuti. Vyrábí se z ušlechtilých bylin. Tento likér objevili roku 1330 mniši z benediktinského opatství Ettal bei Oberammergau v Horním Bavorsku. Obsahuje 42 % alkoholu. Likér existuje v zelené a žluté barvě a svůj buket získává dozráváním v dubových sudech.